# Biserica de lemn din Zăbalț

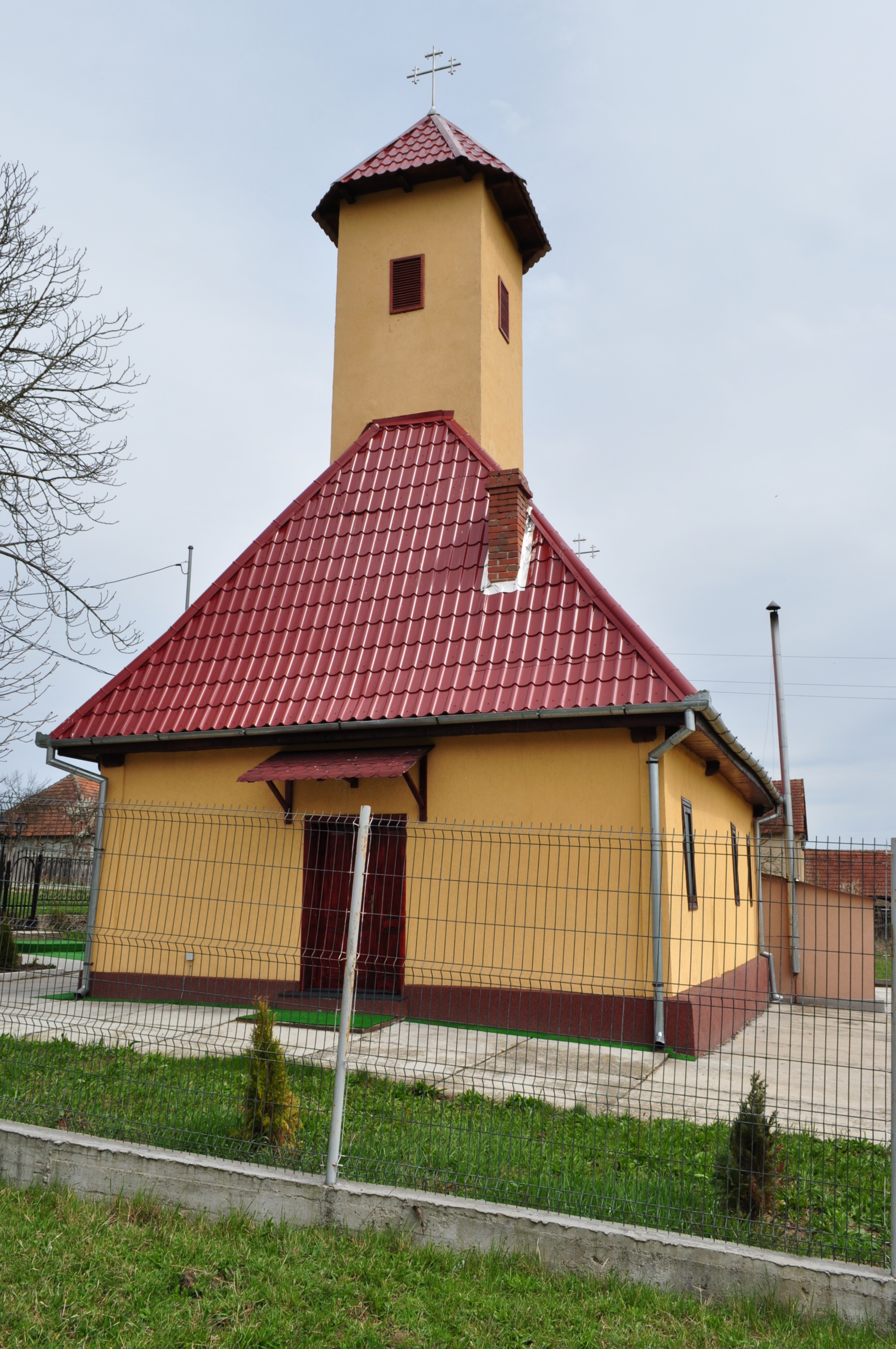
Biserica de lemn „Adormirea Maicii Domnului” din Zăbalț, comuna Ususău, județul Arad, foto: aprilie 2012.

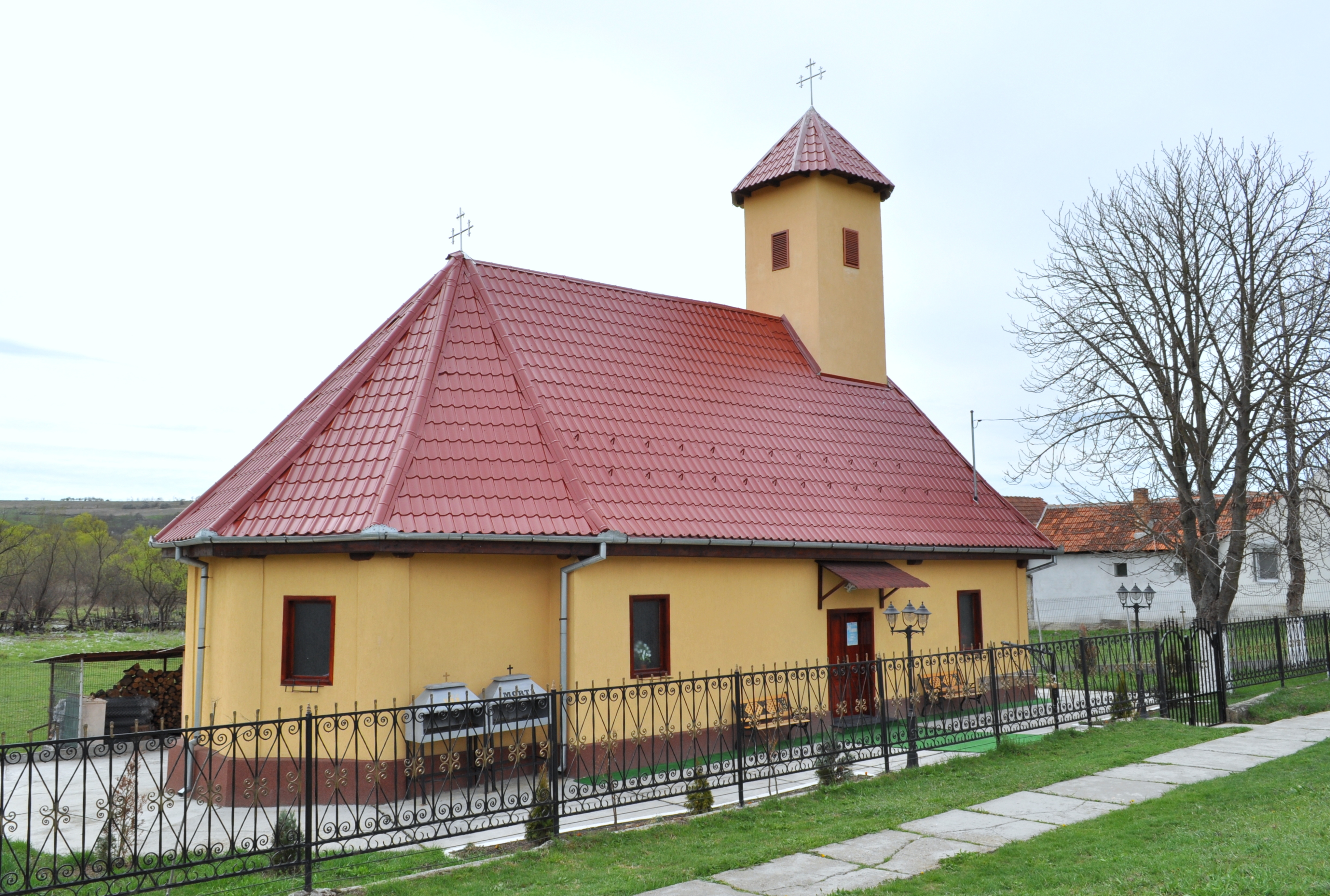
Biserica de lemn „Adormirea Maicii Domnului” din Zăbalț, comuna Ususău, județul Arad, foto: aprilie 2012.

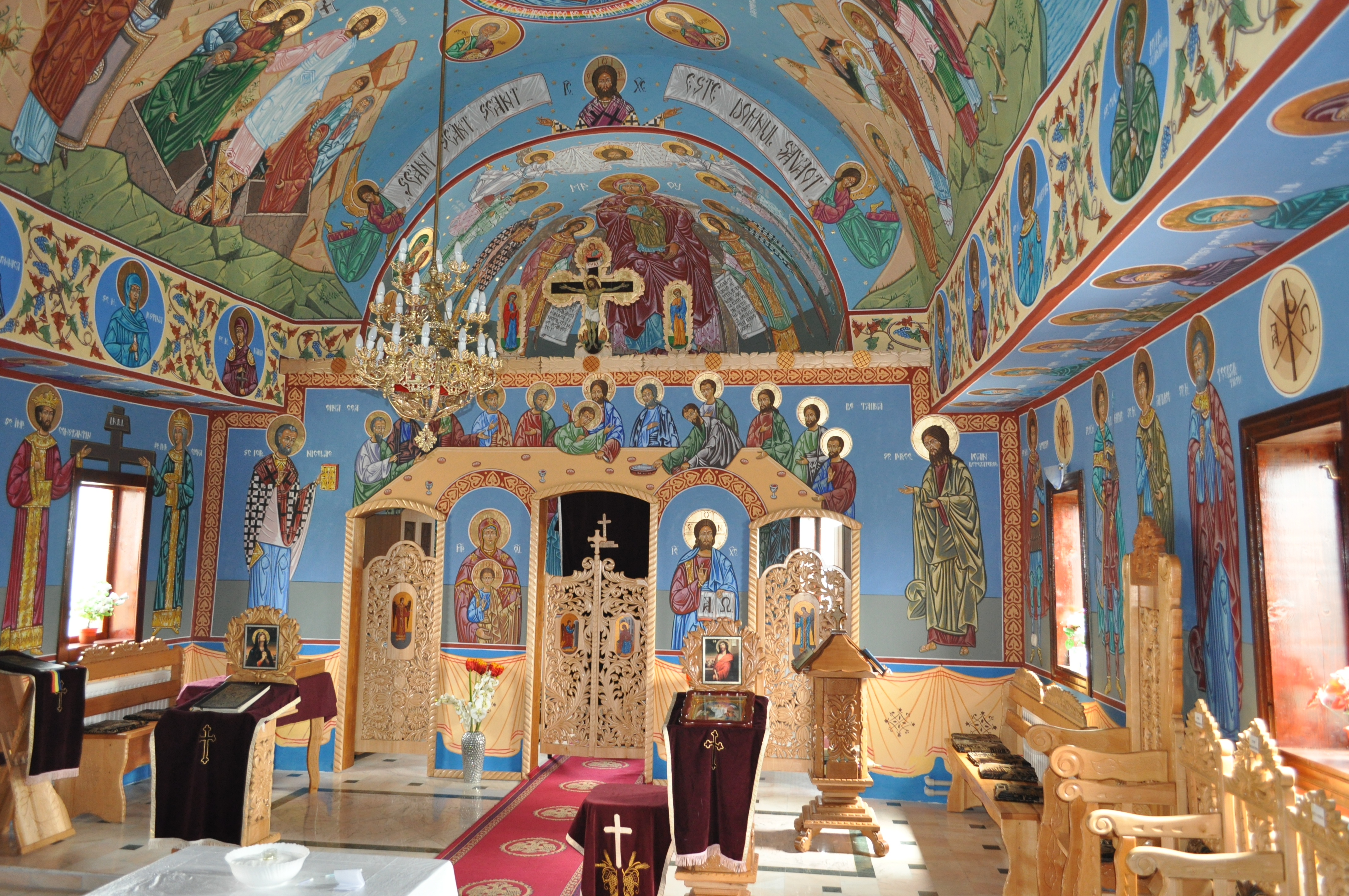
Interiorul navei

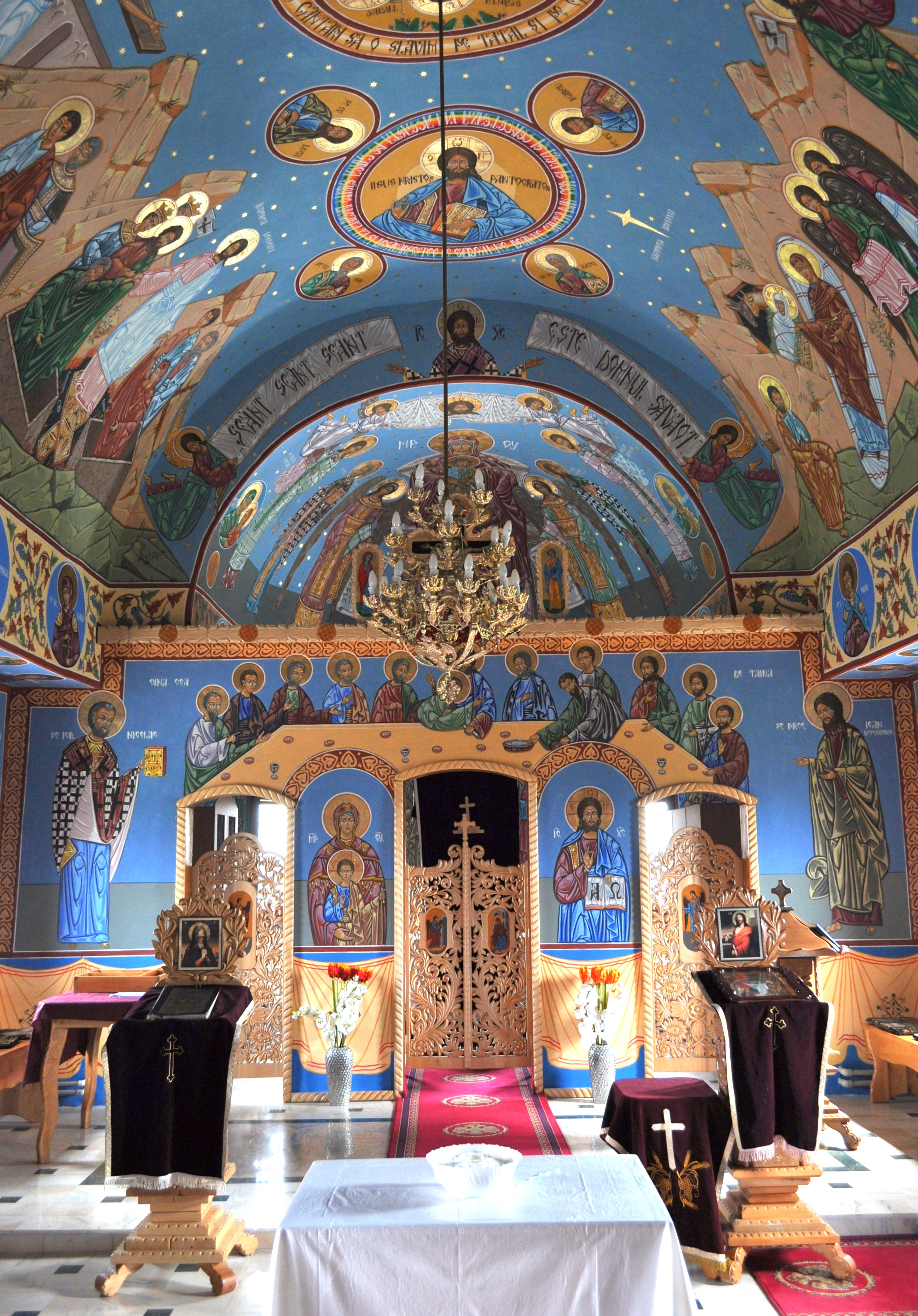
Nava spre iconostas

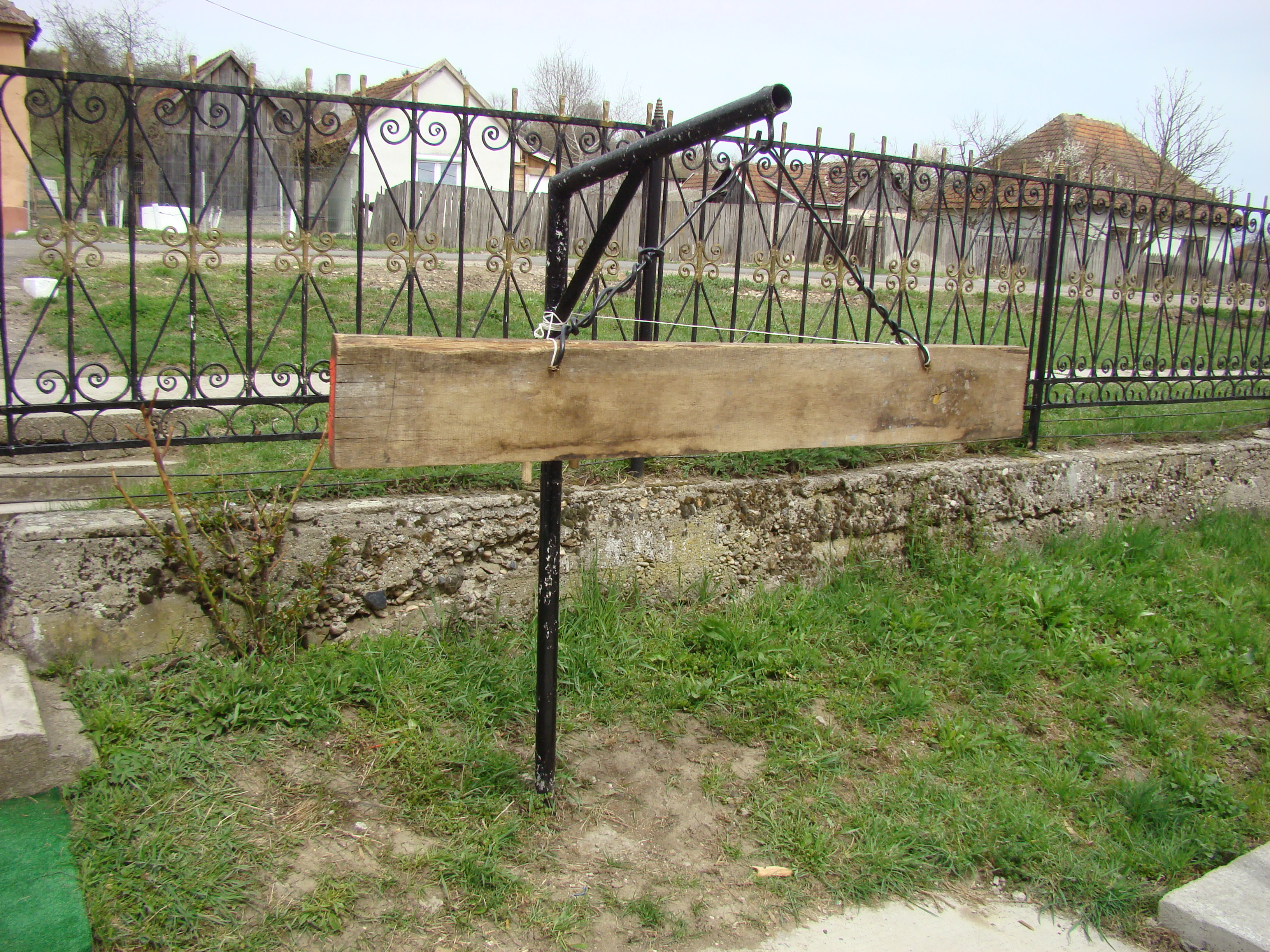
Toaca de lemn

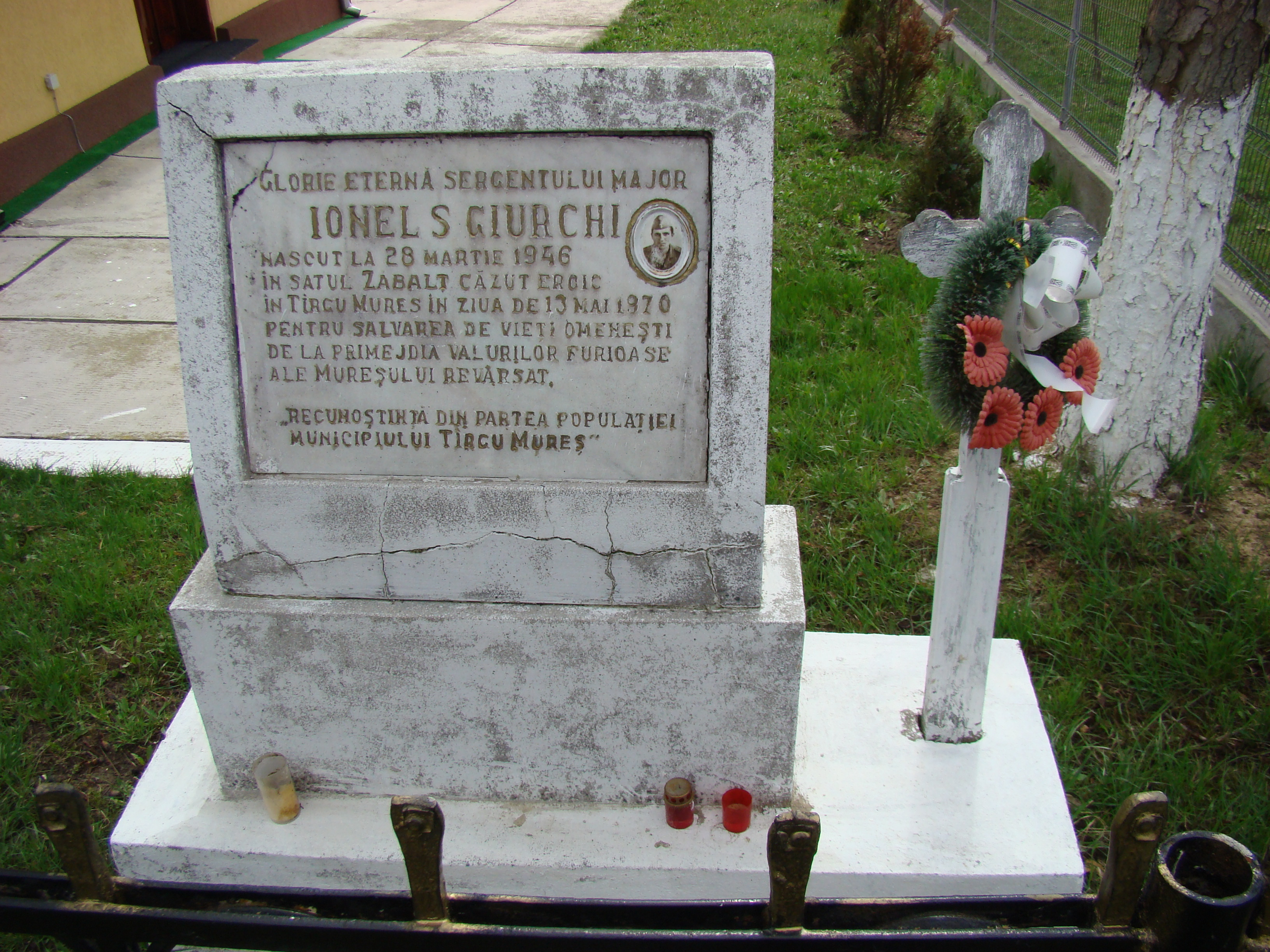
Lângă biserică, își doarme somnul de veci, soldatul erou Ionel Silviu Ghiurchi, care și-a pierdut viața la Târgu Mureș, în 1970, făcându-și datoria în greaua încleștare cu apele revărsate ale Mureșului.

Biserica de lemn din Zăbalț, comuna Ususău, județul Arad, datează din anul 1849. Are hramul „Adormirea Maicii Domnului”. Biserica nu se află pe noua listă a monumentelor istorice.

## Istoric și trăsături
Zăbalțul a luat ființă într-o poiană încadrată de înălțimile dealurilor Gureștilor, Dâmbul lui Pătru și Gomila Roșie, cu altitudini între 250 și 290 m, acoperite de livezi, fânețe, pășuni și păduri. Până către mijlocul secolului al XIX-lea, aici a existat o veche biserică de lemn cu hramul "Cuvioasa Paraschiva", construită pe valea Buroaga, la locul numit de localnici Satul Bătrân. Nu se știe când a fost edificată, dar în 1779 ea exista pentru că în acel an, la 9 august, episcopul Moise Putnic al Timișoarei sfințea un antimis pentru biserica din Zăbalț cu hramul "Prepodobnai Paraschevi".
Biserica de lemn din mijlocul satului, a fost construită în anii 1847-1849, având o arhitectură cu accente baroce. Are hramul "Adormirea Maicii Domnului" și a fost sfințită în 1849 de protopopul Ioan Țăranu al Lipovei. Biserica nu avea pictură interioară. De la biserica veche sau de la cea actuală, în Colecția de artă religioasă a Arhiepiscopiei Timișoarei, se păstrează o icoană pe sticlă reprezentând Plângerea lui Iisus, datată ca provenind din secolul al XIX-lea.
În perioada 2000-2010 s-au executat ample lucrări de renovare și a fost târnosită de arhiepiscopul Timotei Seviciu al Aradului.

## Imagini din exterior

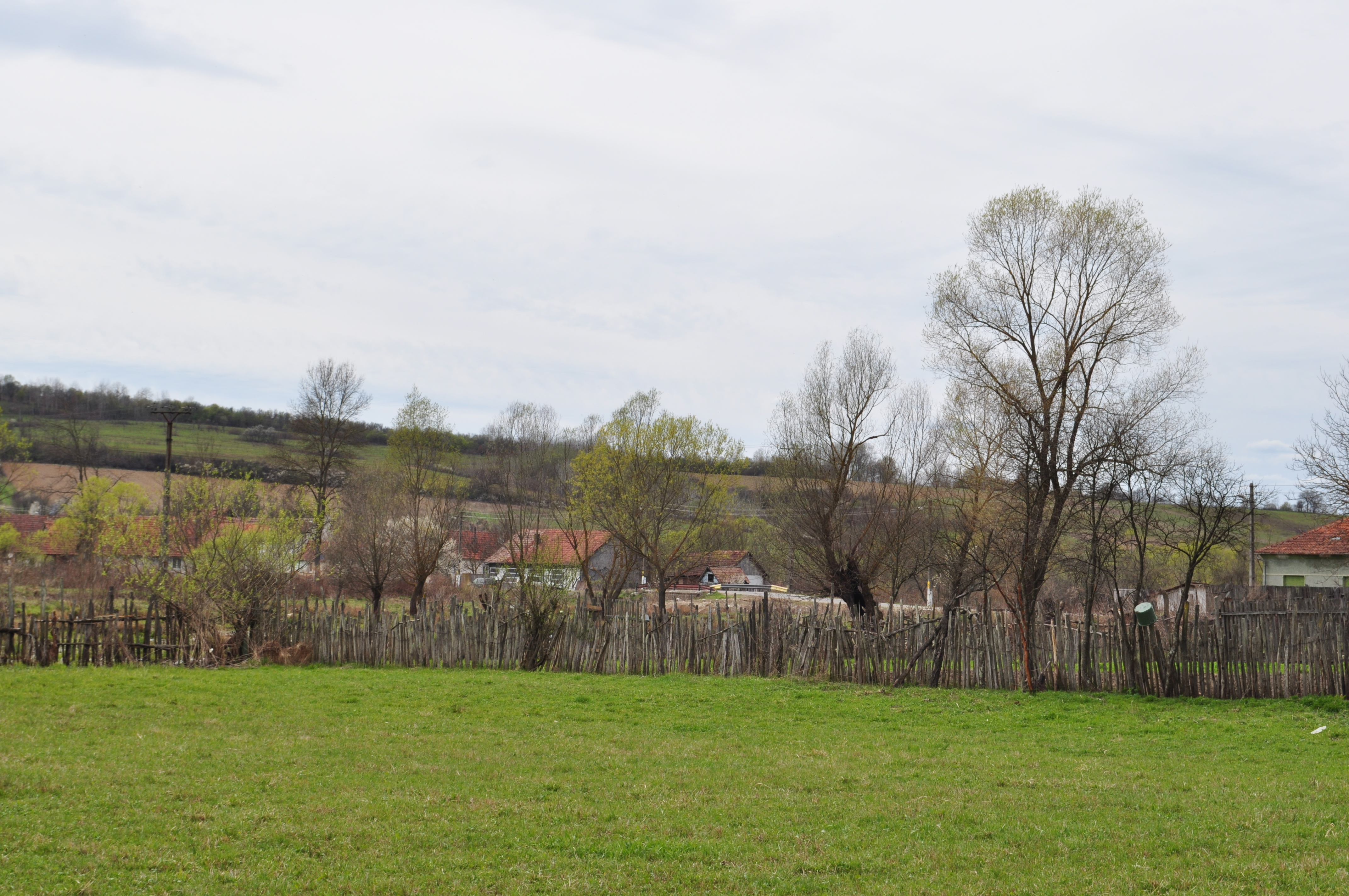
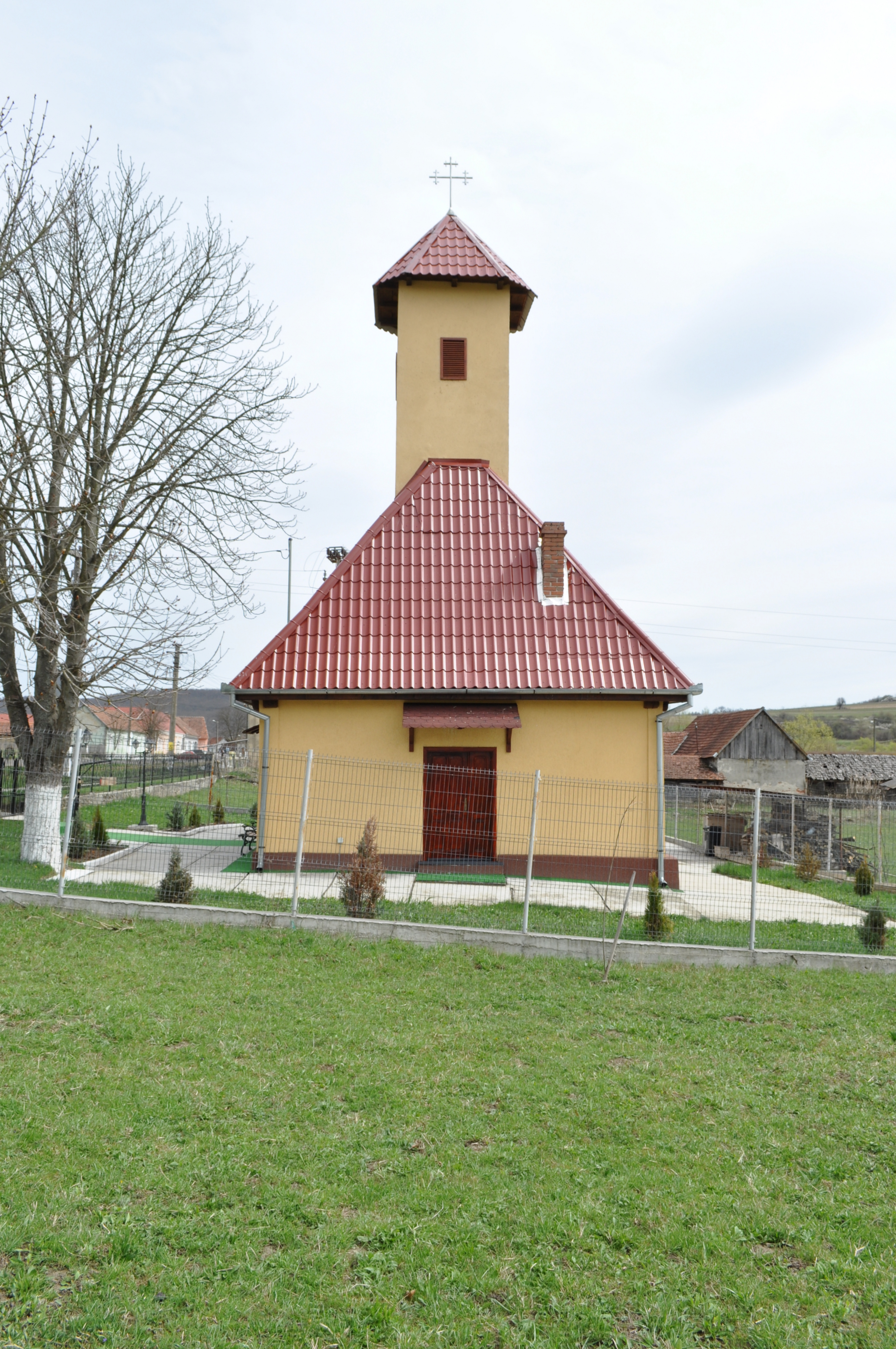
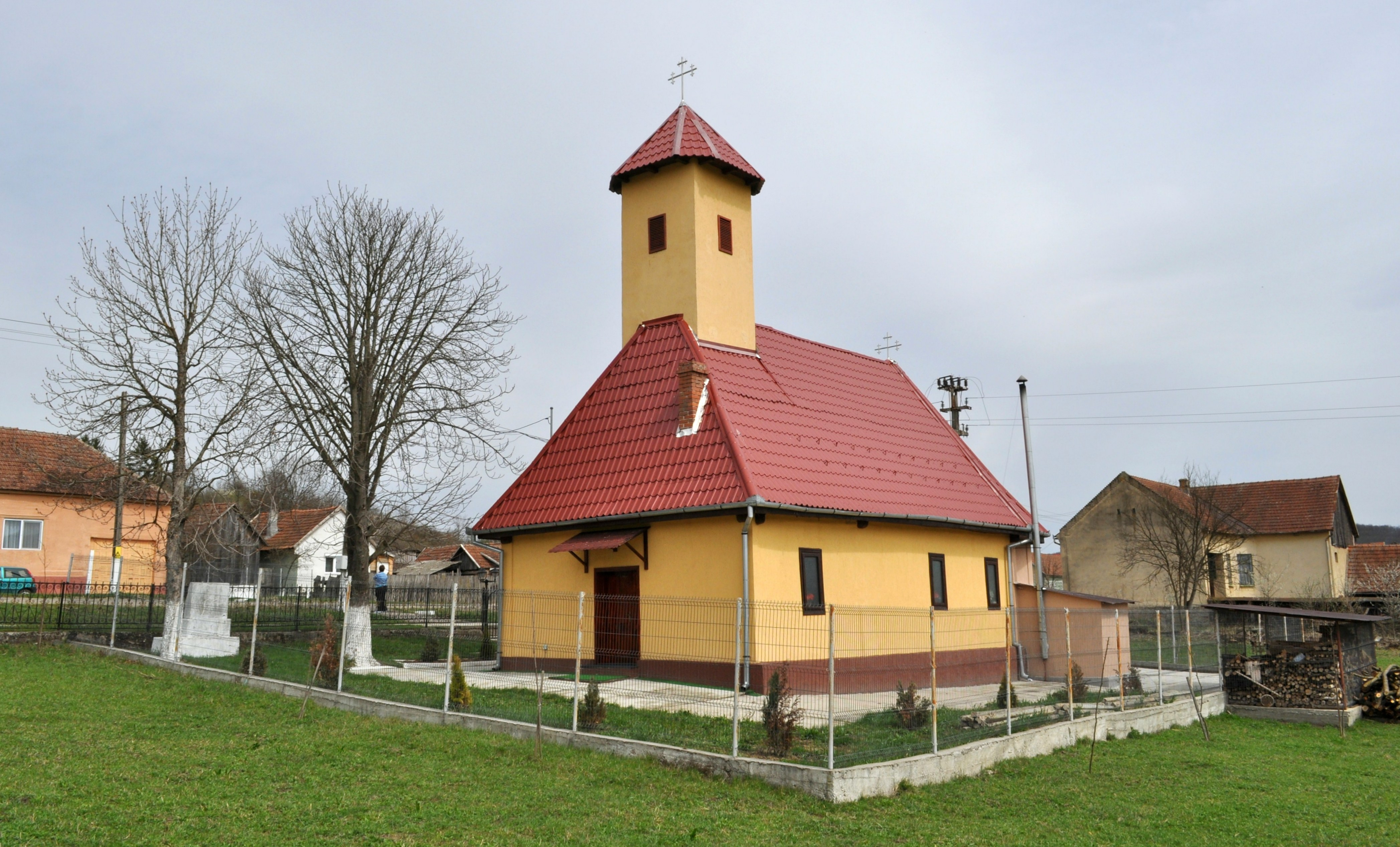
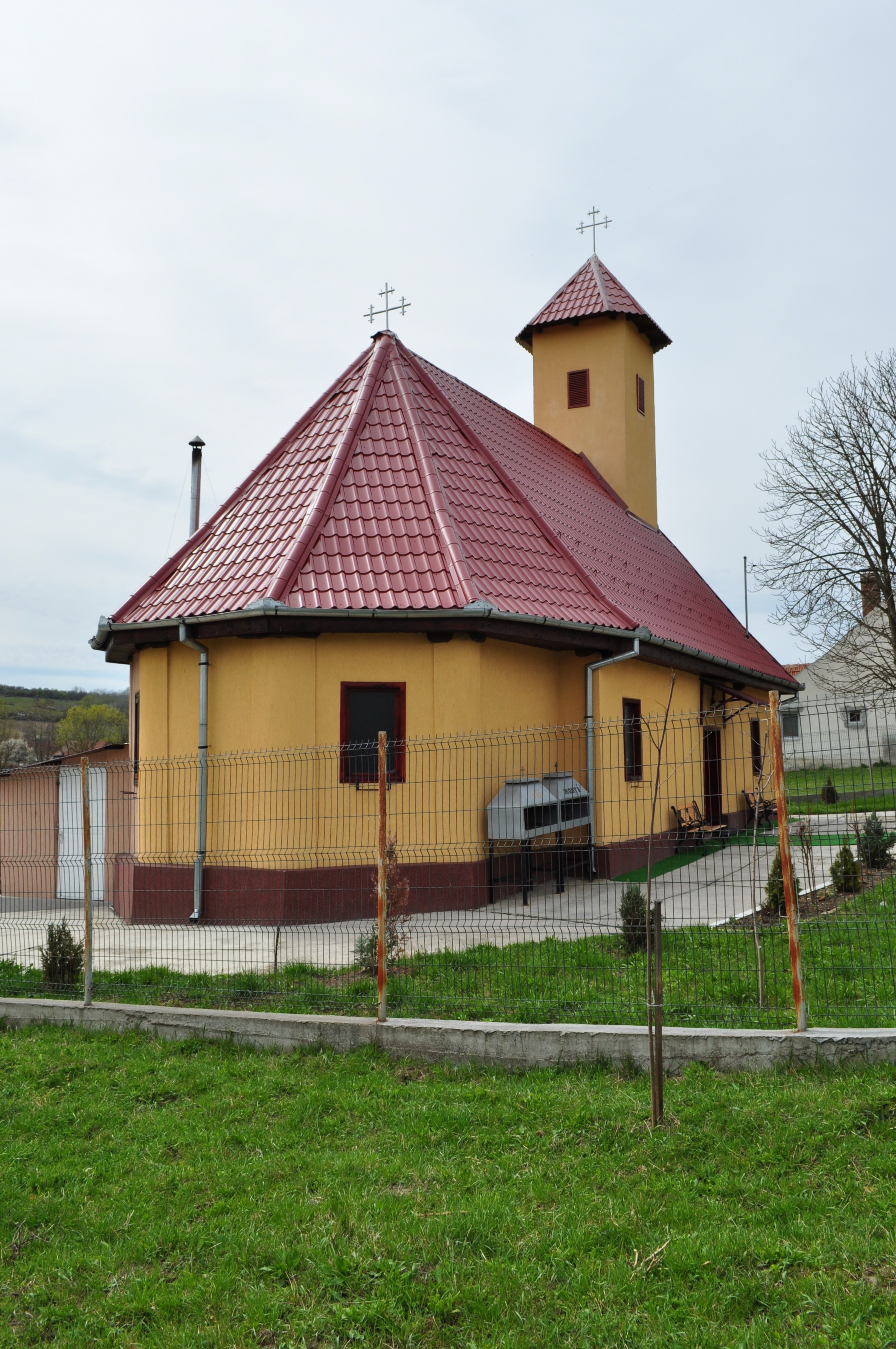
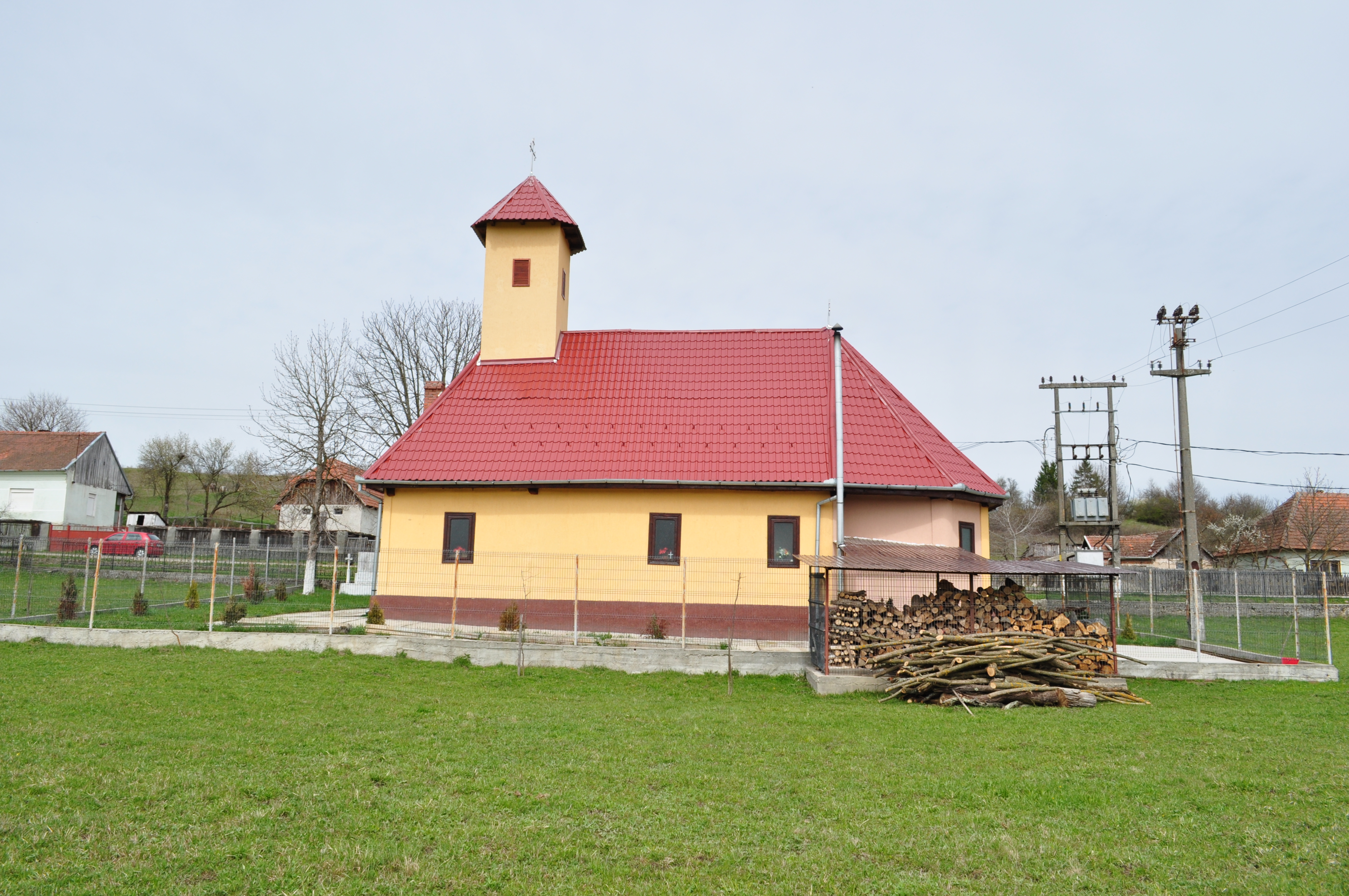
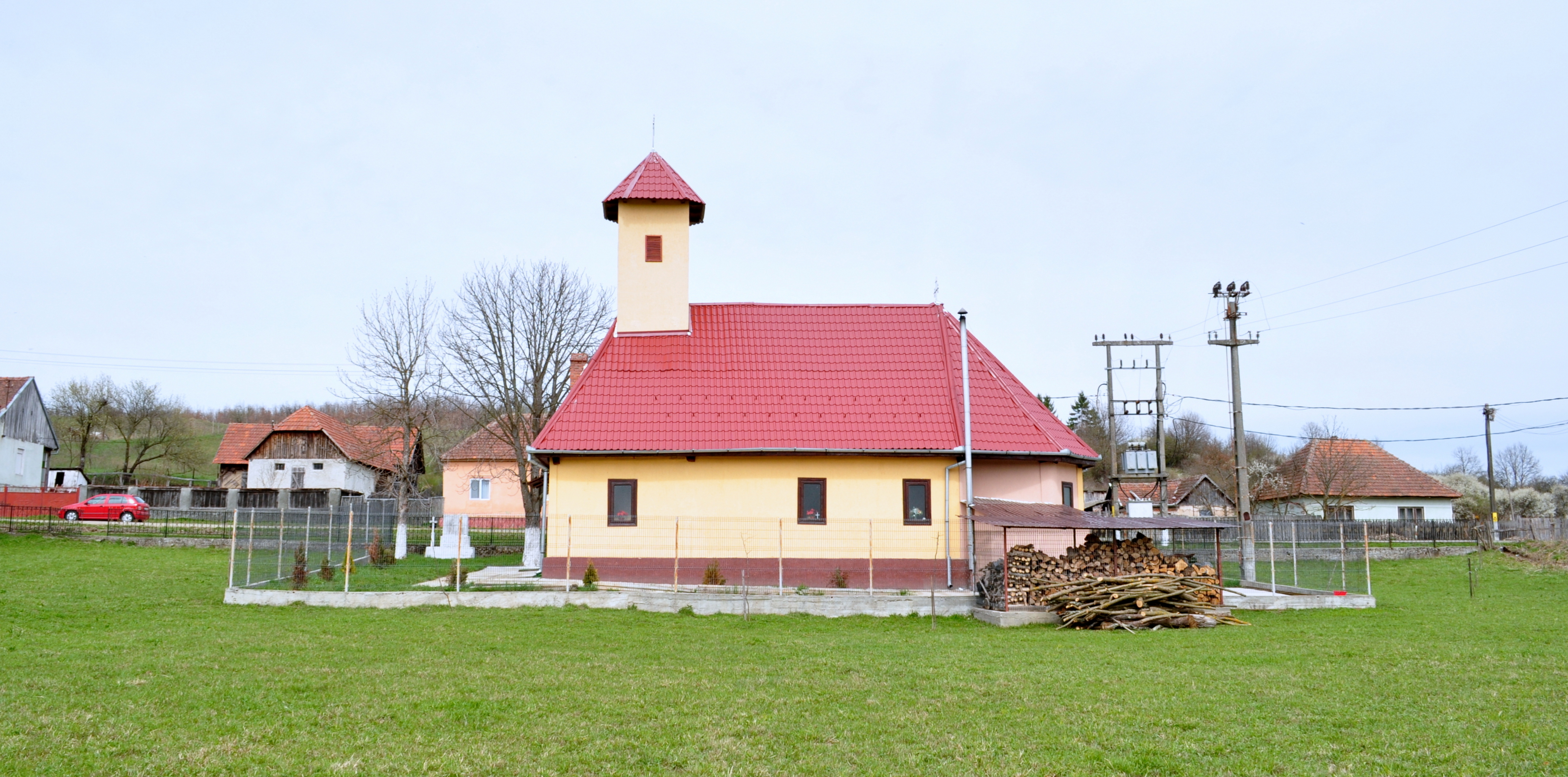
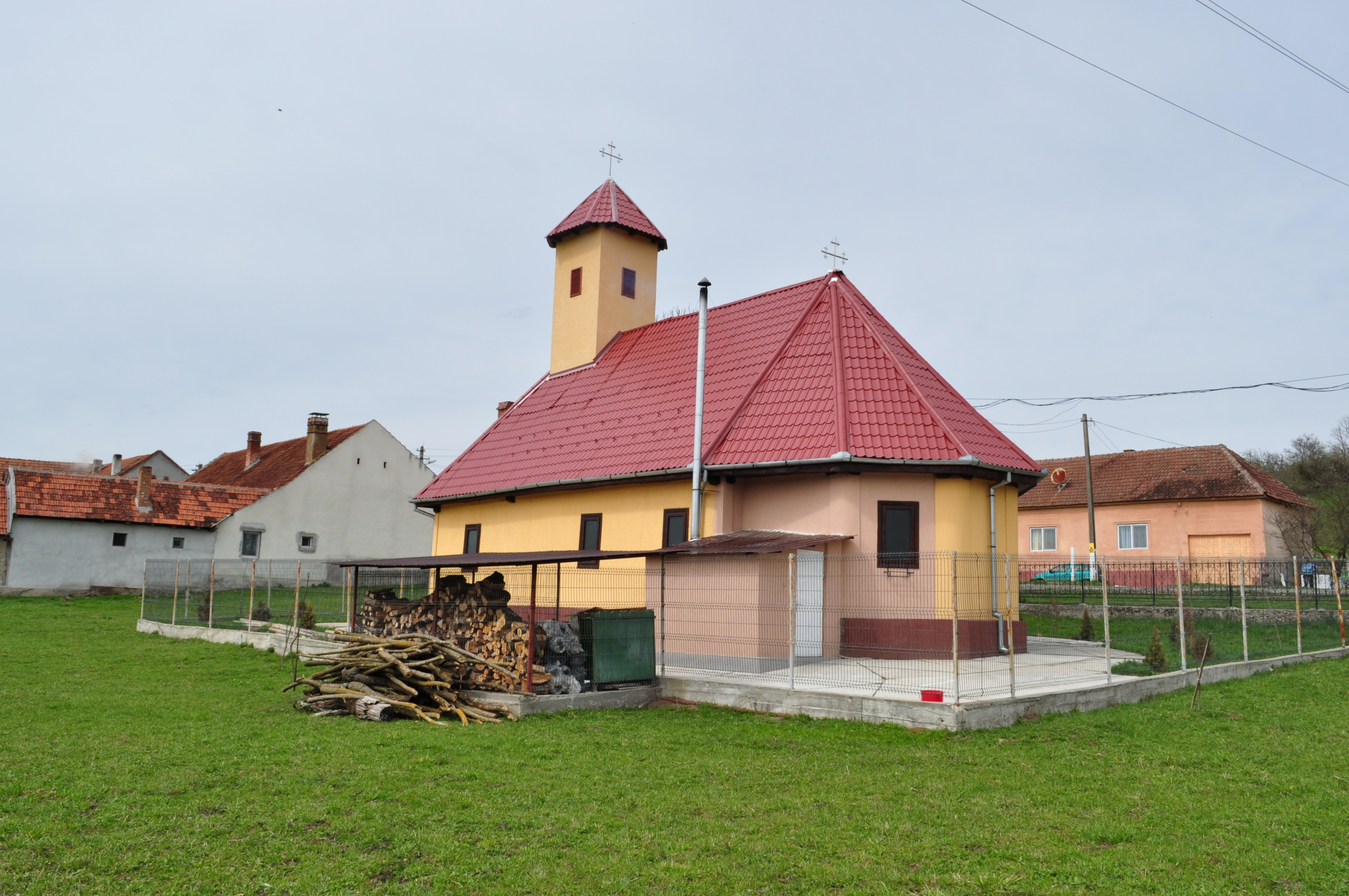
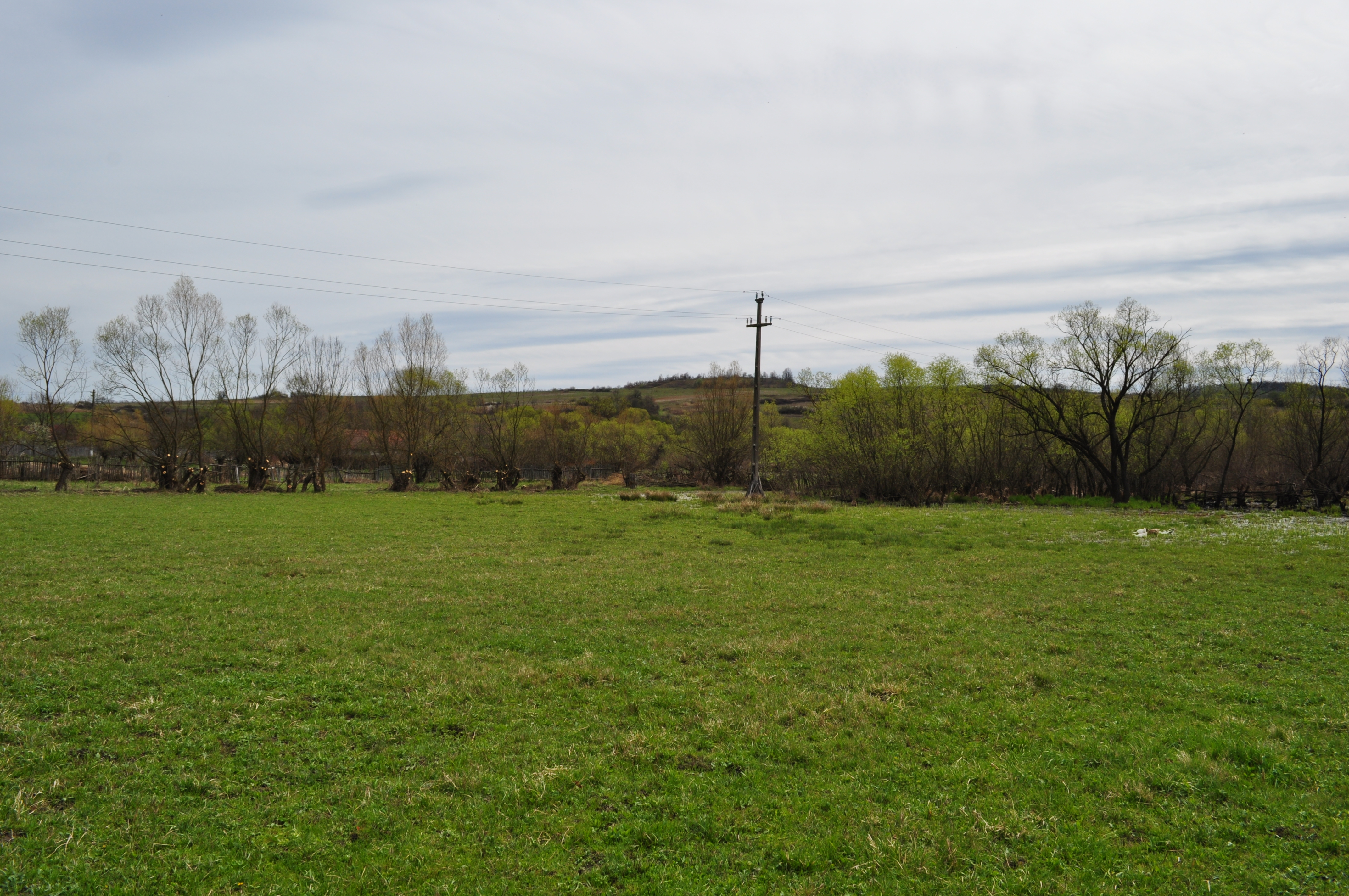

## Imagini din interior

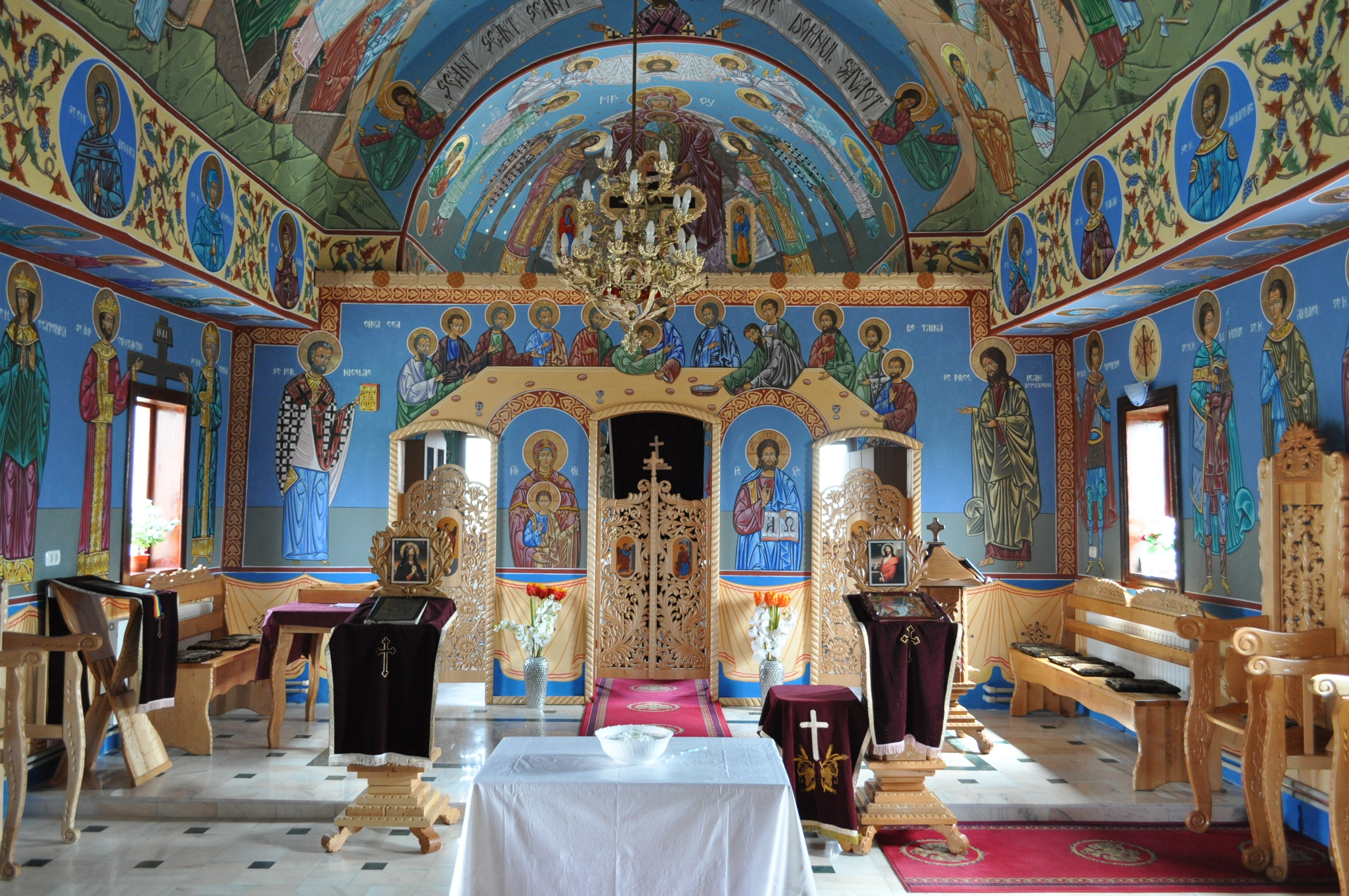
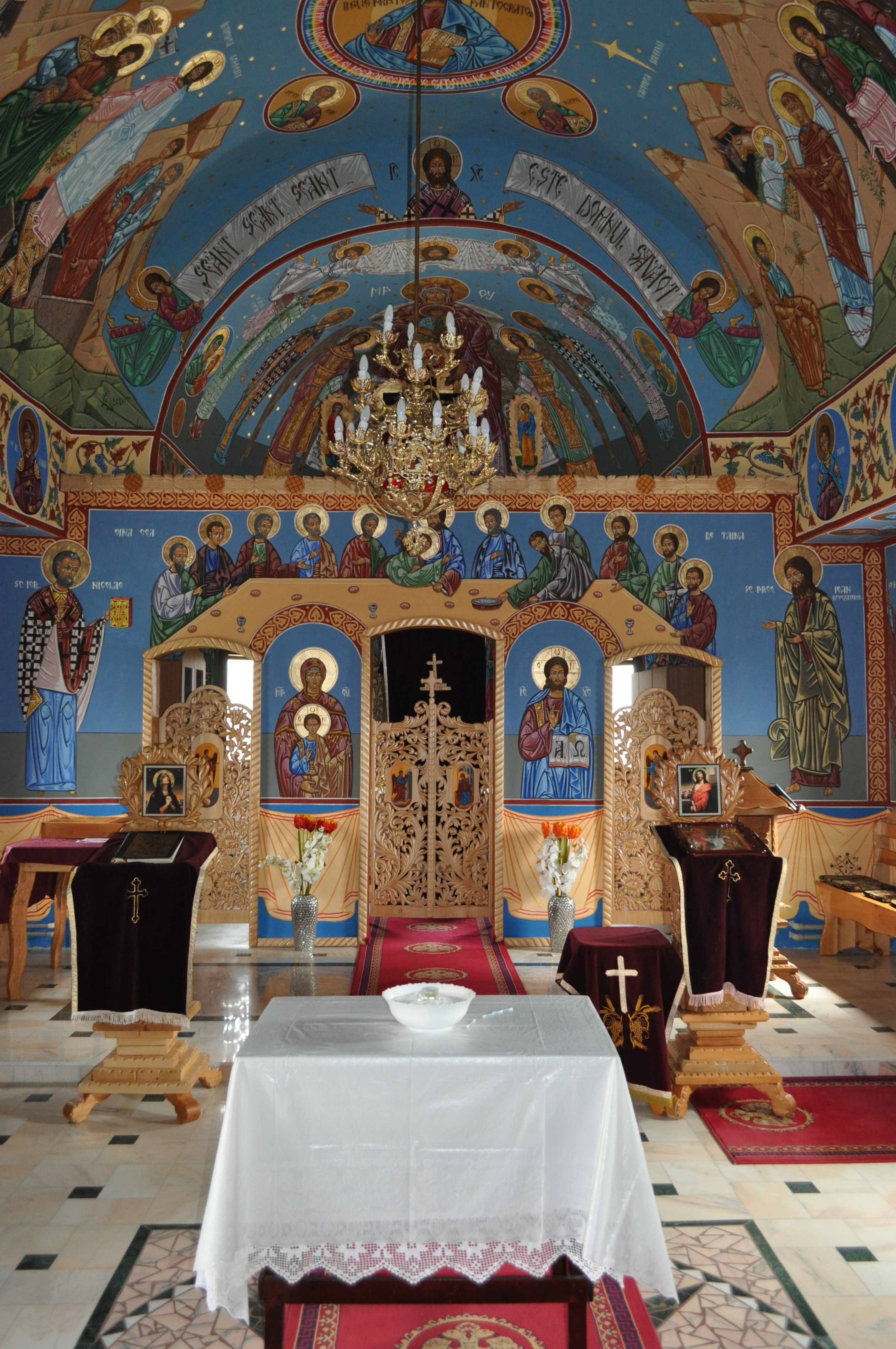
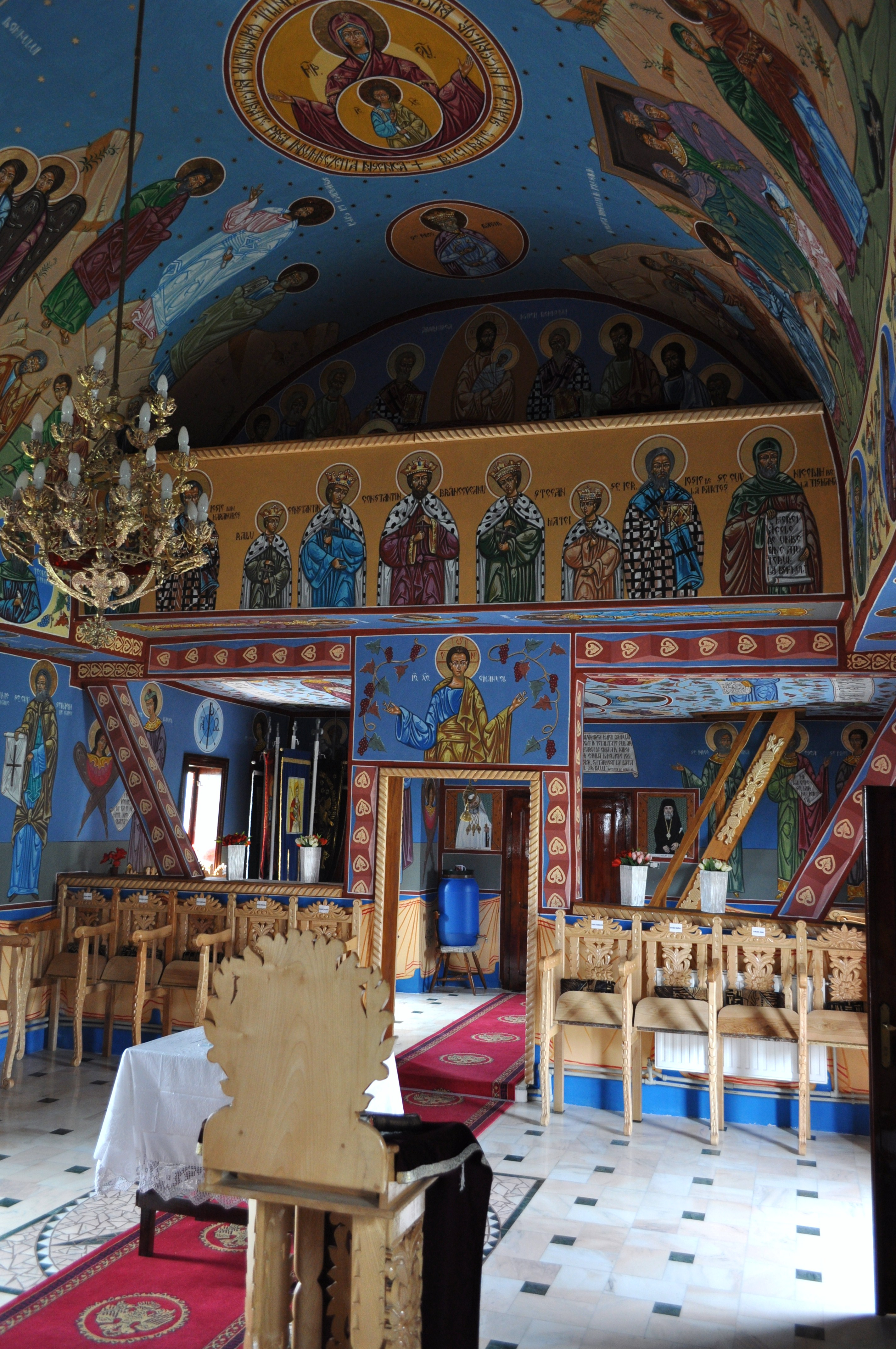
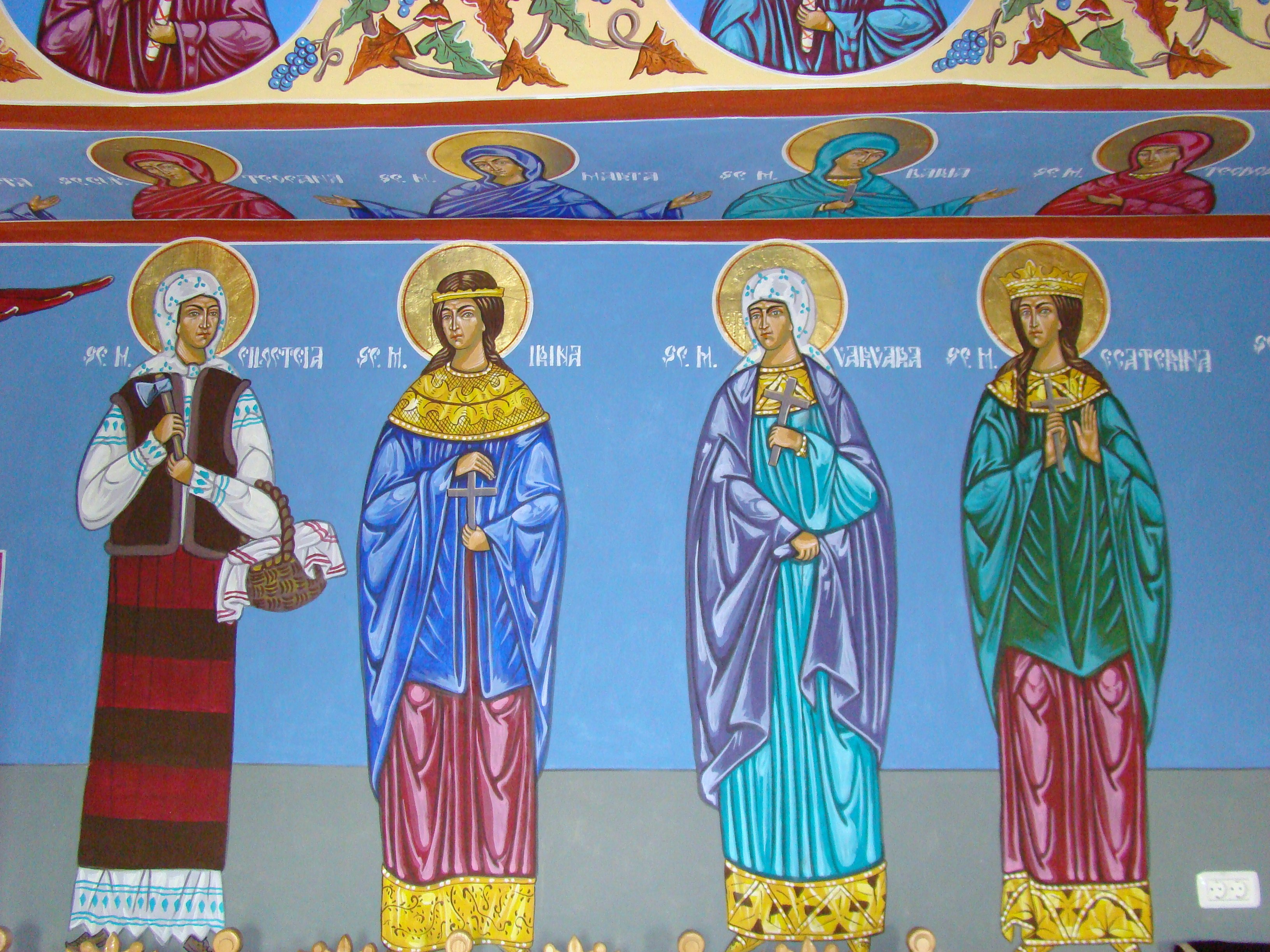
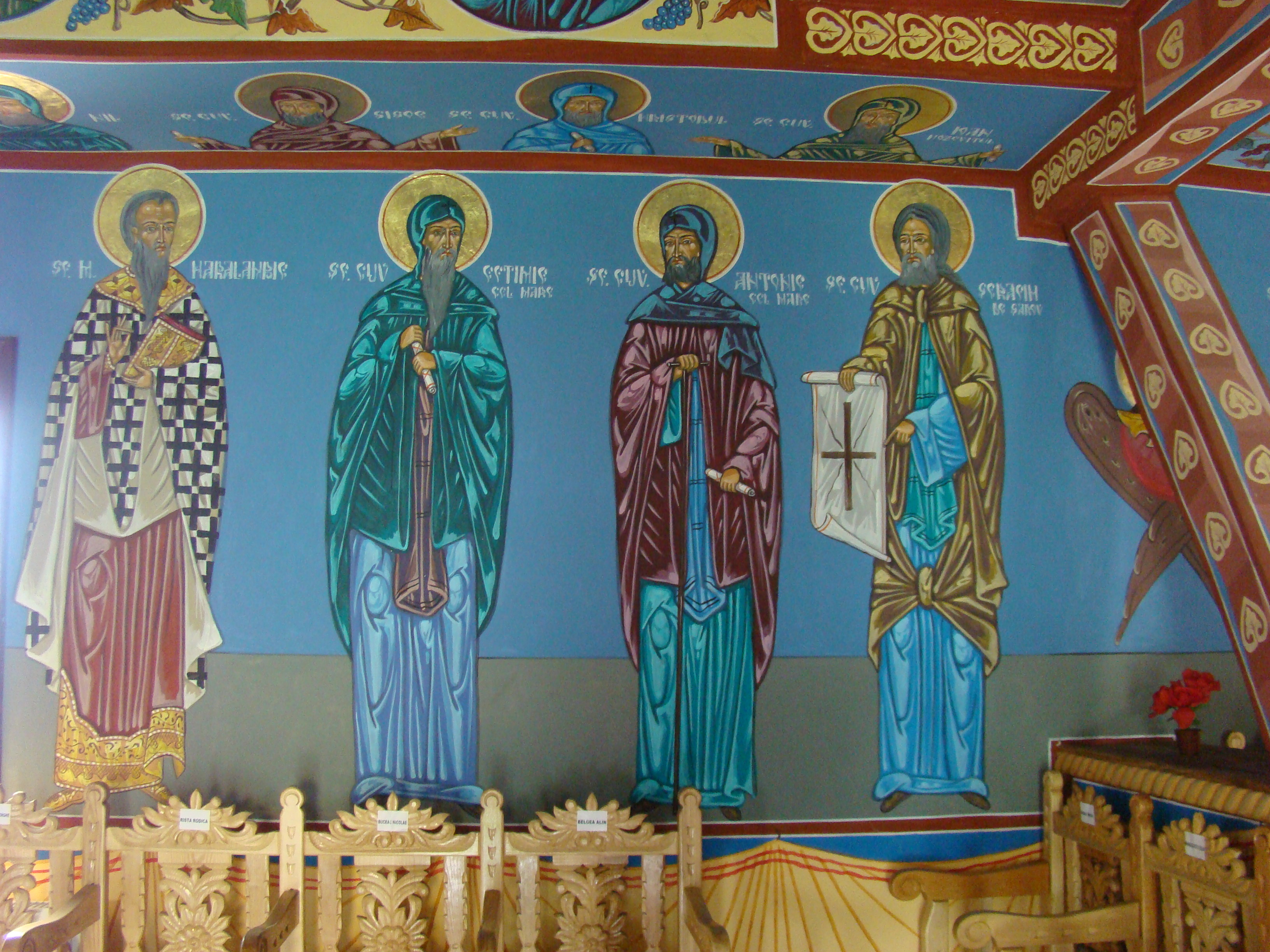
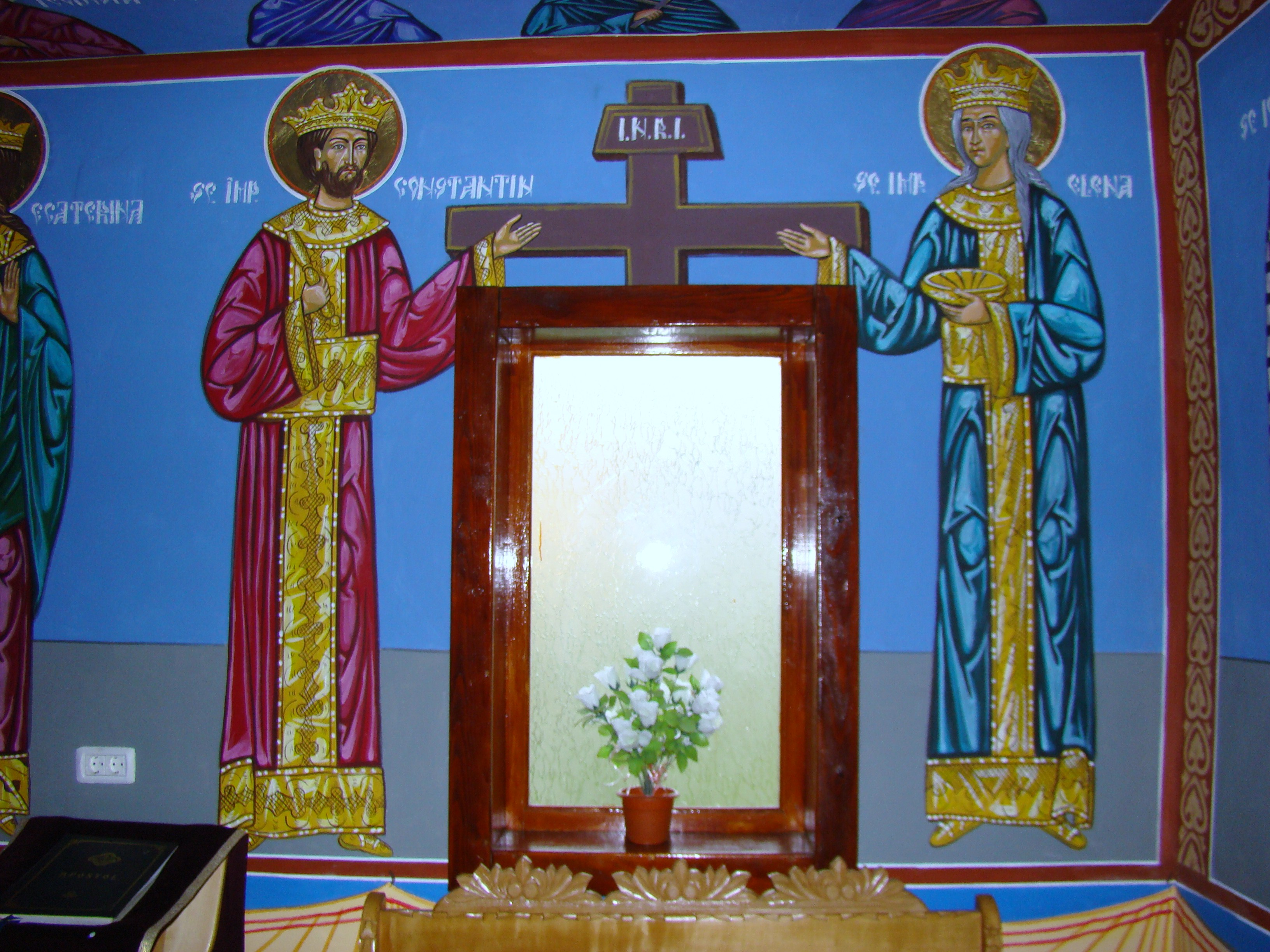
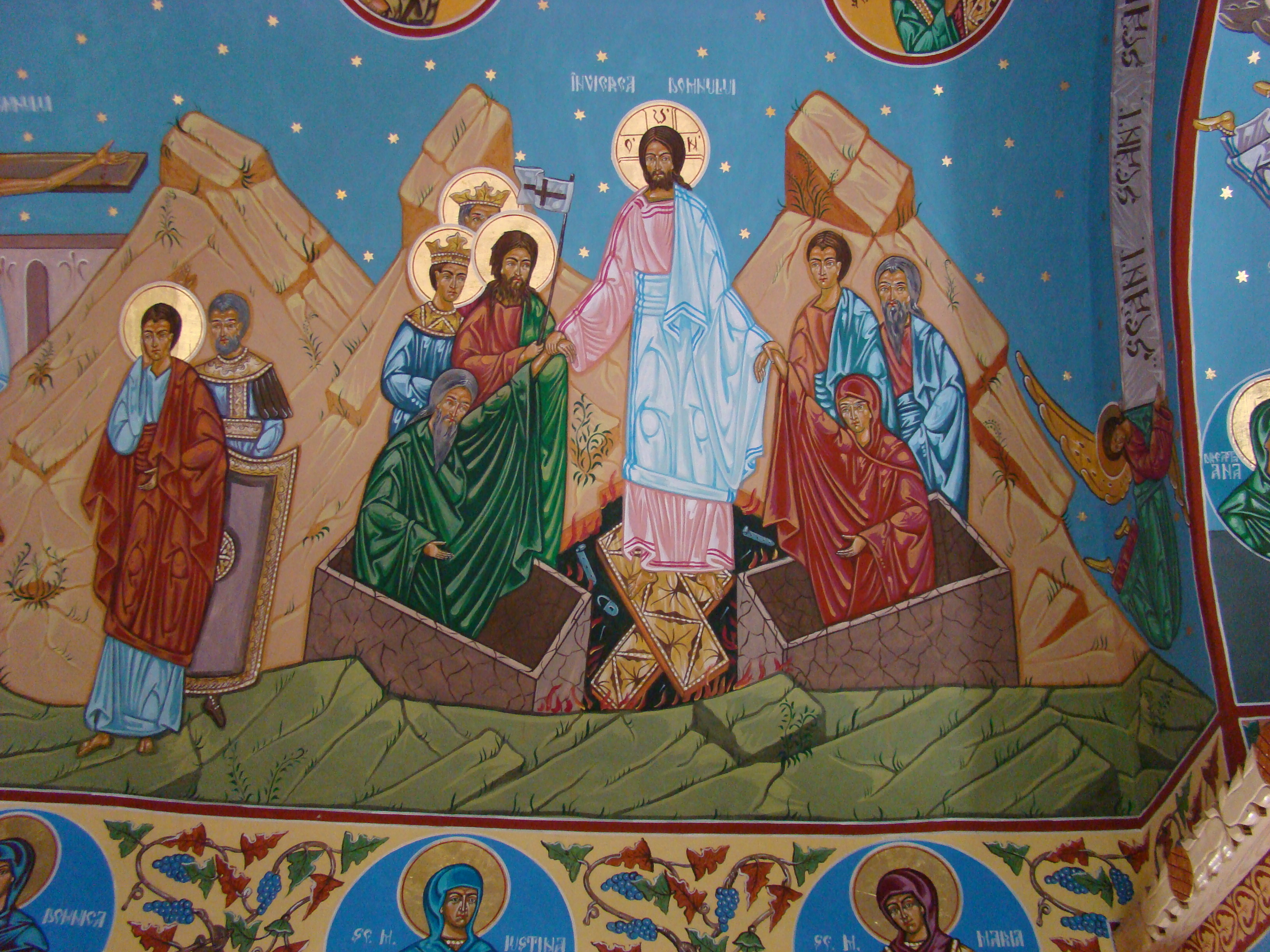
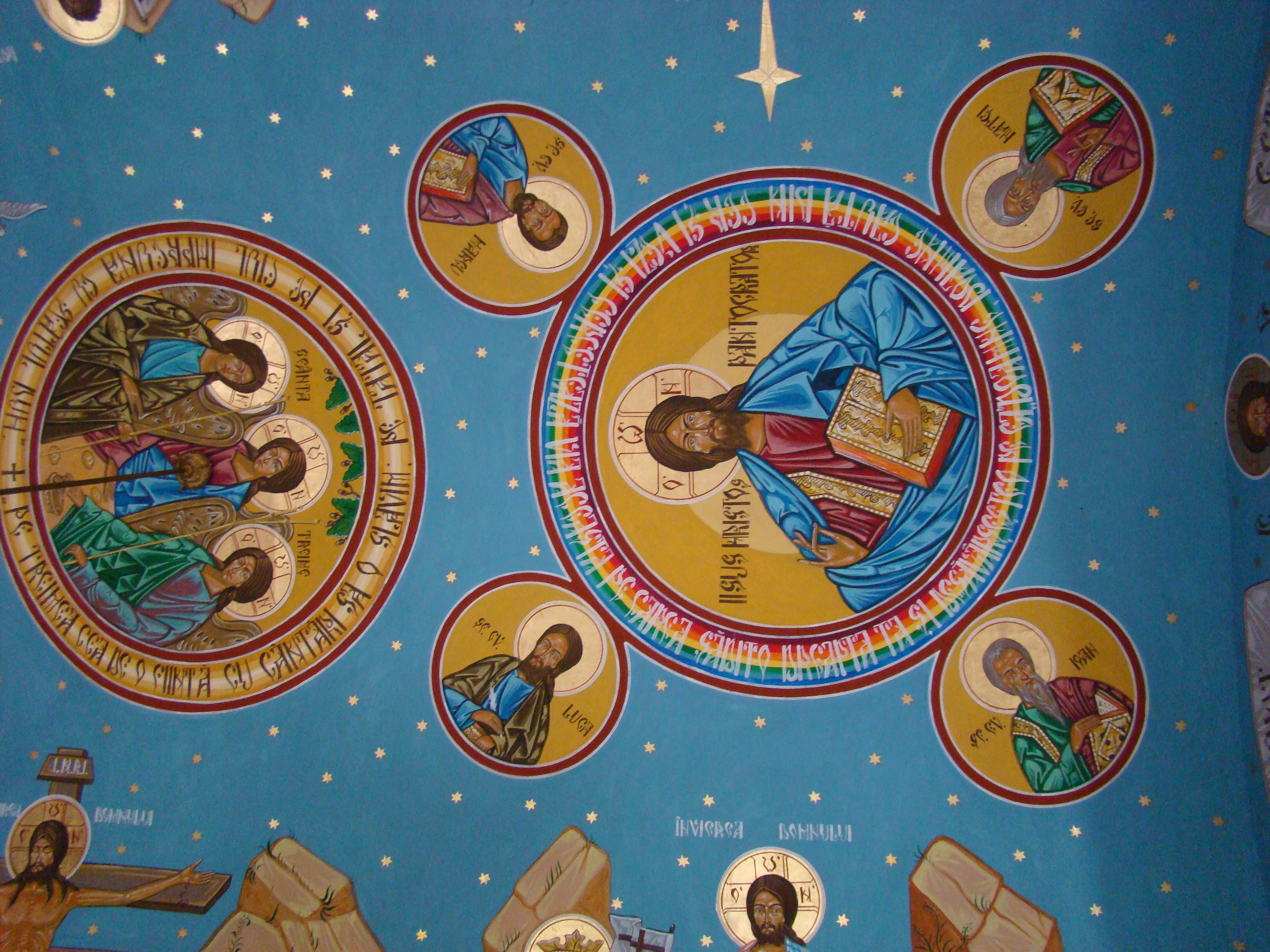
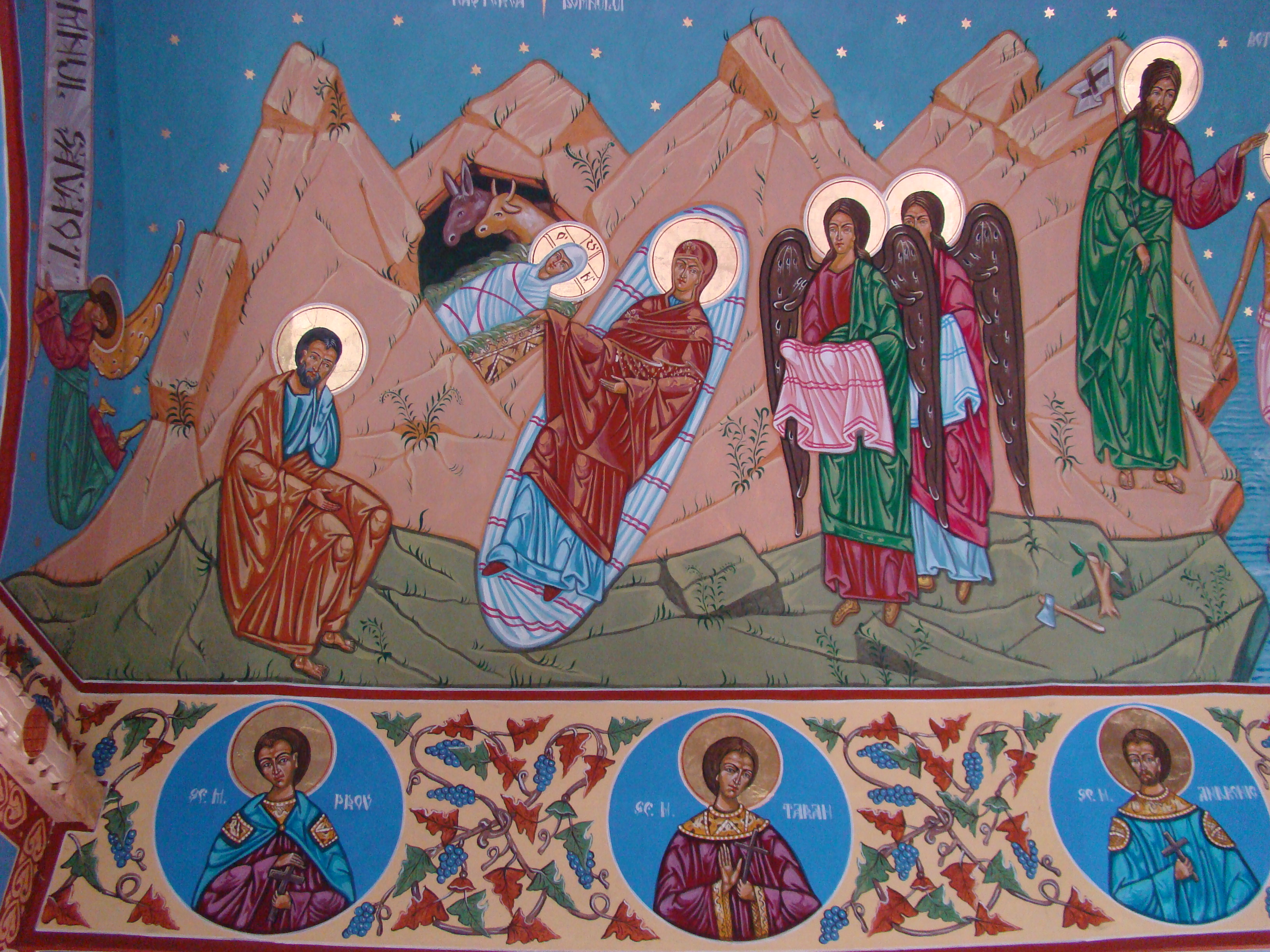
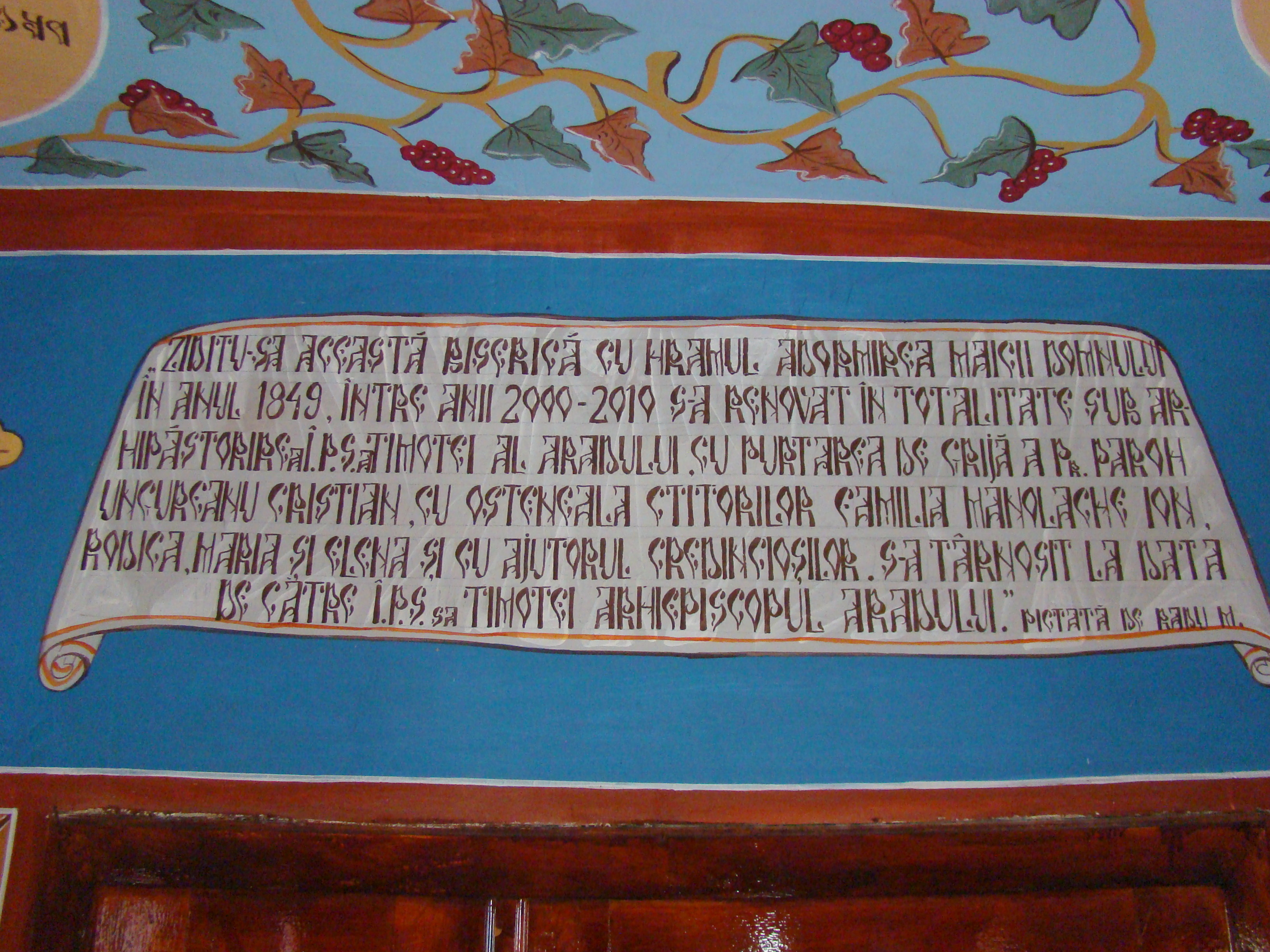
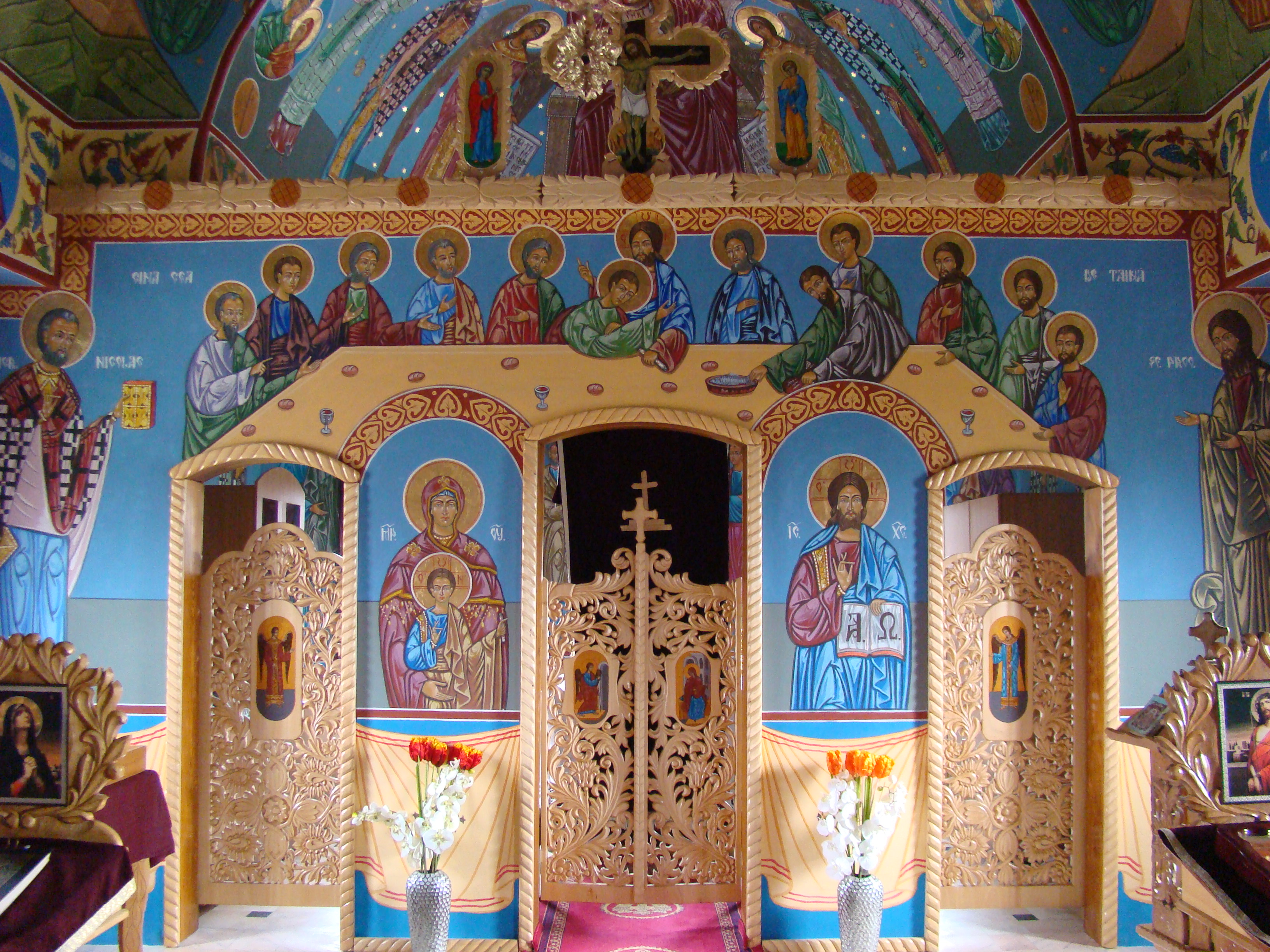
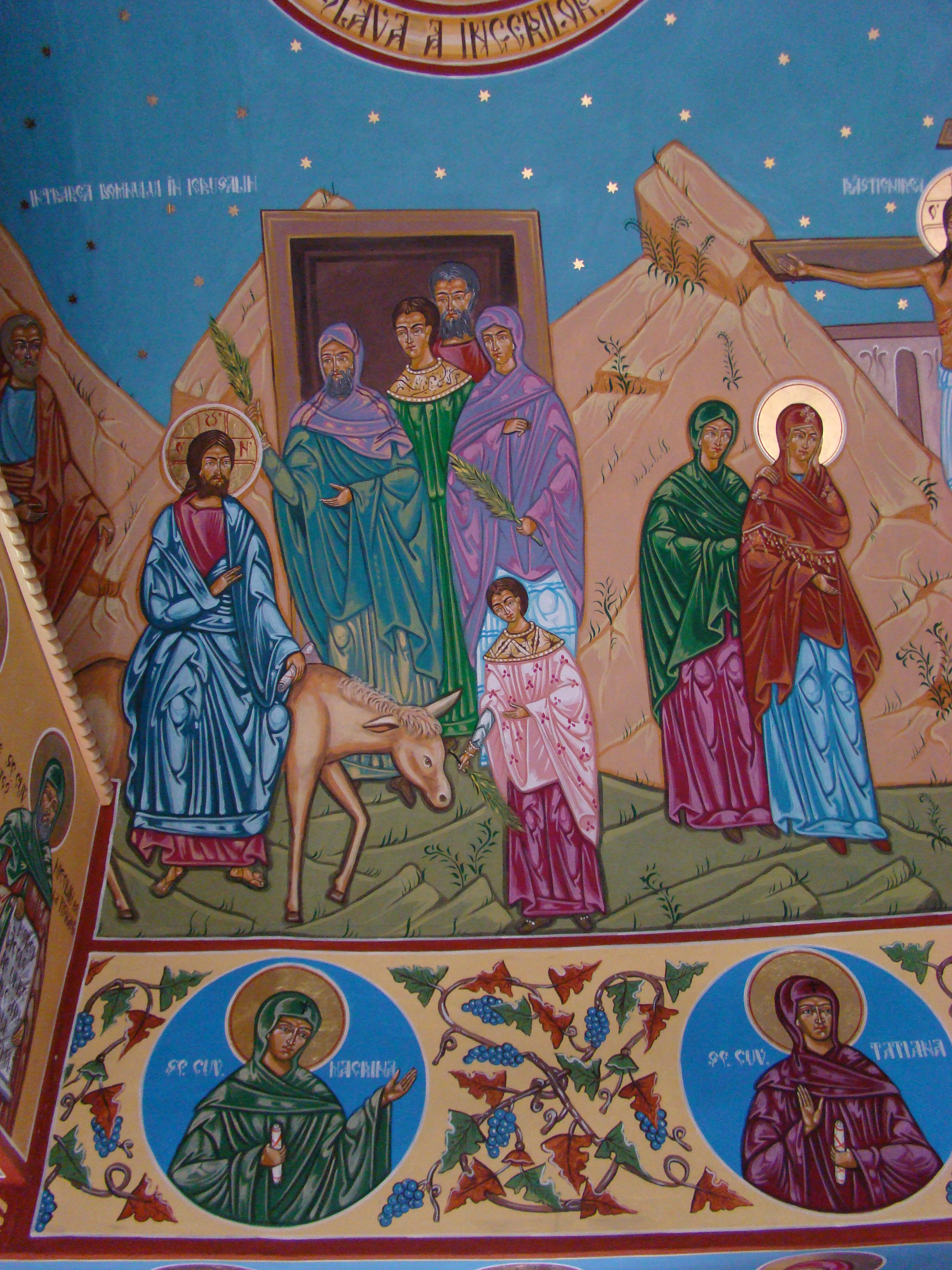
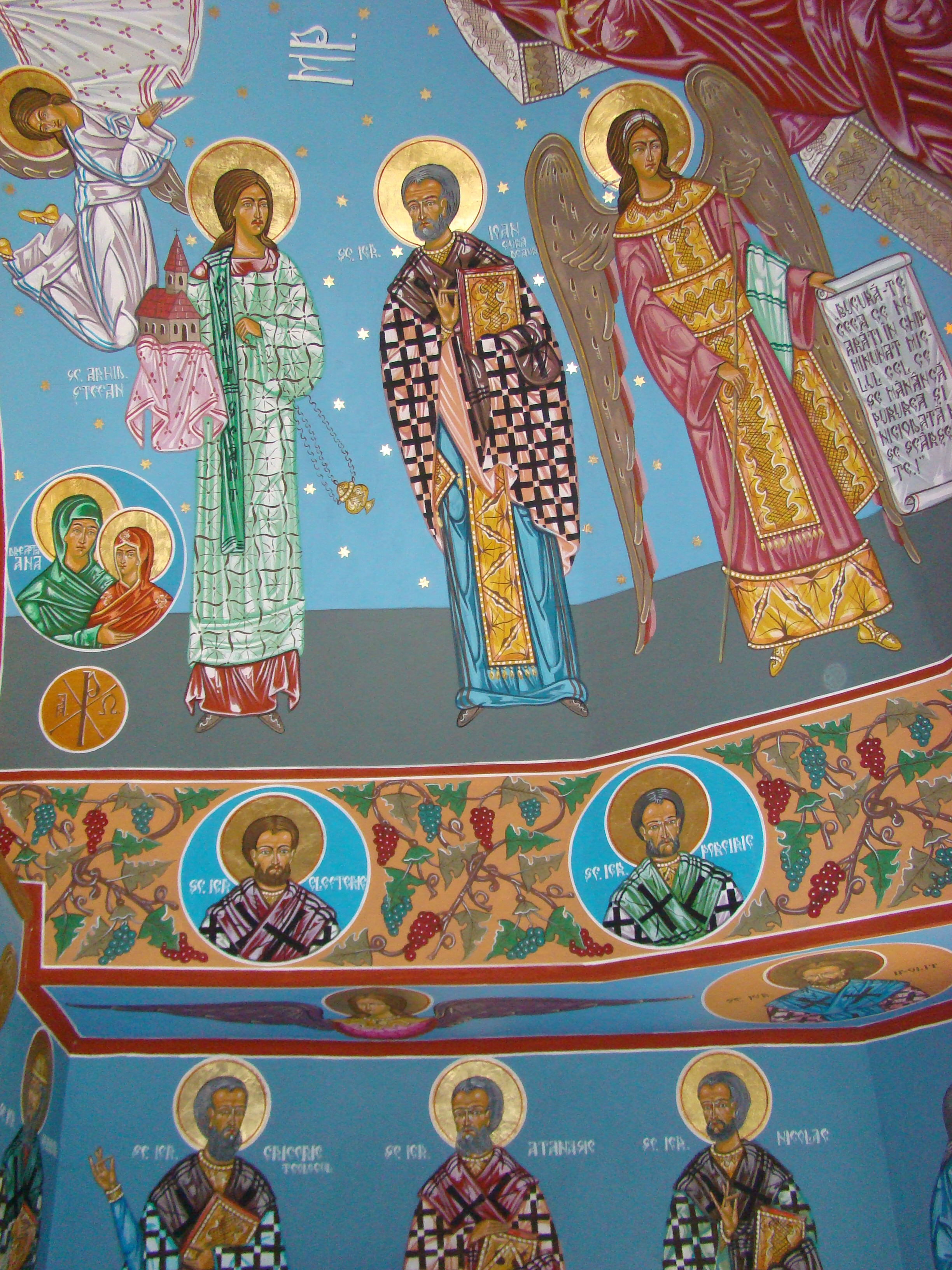
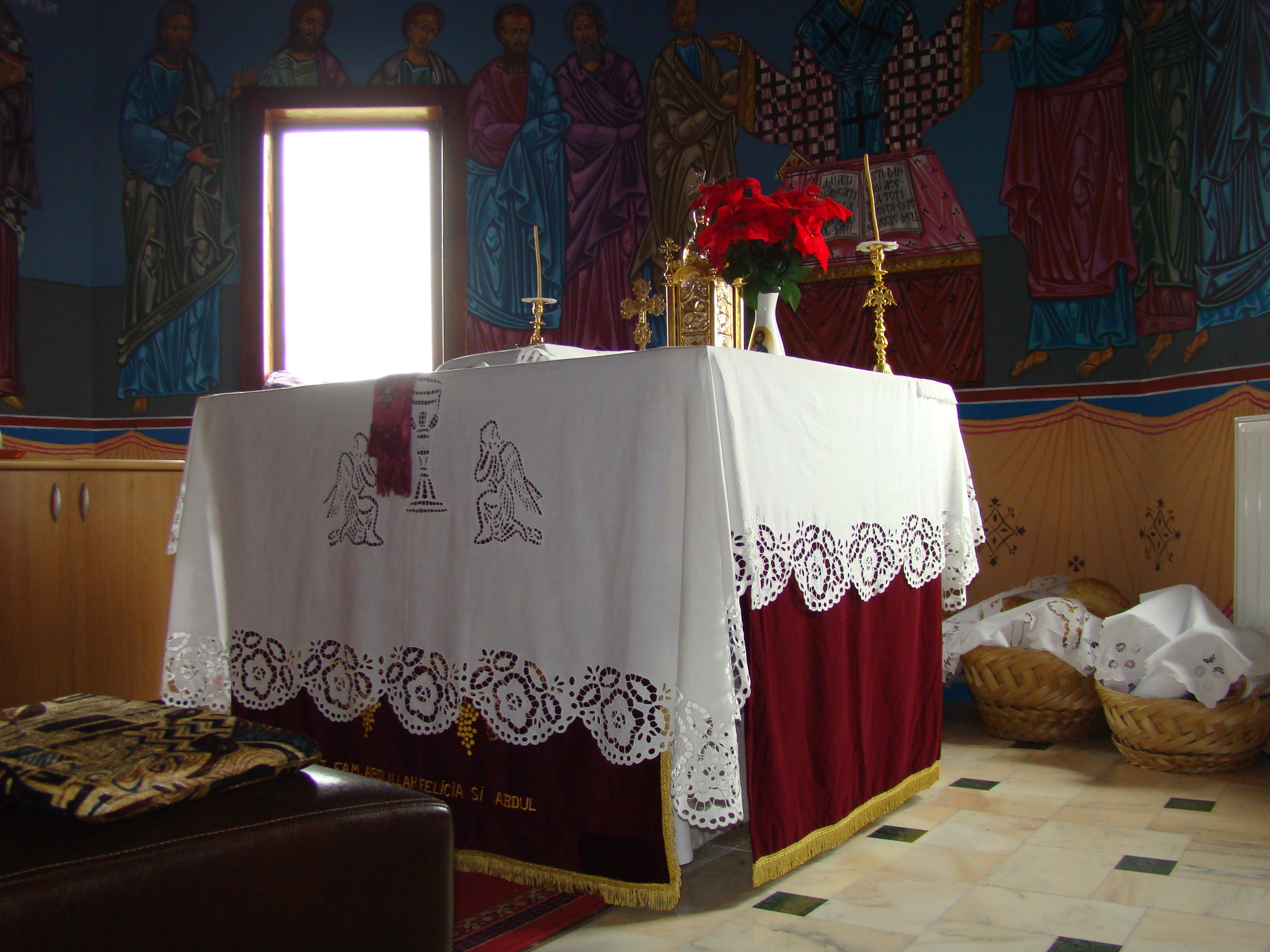